# Tulio Furlanič
Tulio Furlanič, slovenski bobnar, tolkalist in pevec zabavne glasbe, * 1. maj 1949, Koper, Svobodno tržaško ozemlje.
Tulio je svojo glasbeno pot začel v 60-ih kot bobnar in solo pevec v sloviti skupini Kameleoni. Po končanem služenju JLA se je pridružil skupini Faraoni, kjer je ostal do leta 1972, ko se je preselil v Nemčijo. Tam se je izučil za strojnega ključavničarja, se redno zaposlil, si ustvaril družino, za debelejšo rezino kruha pa tudi igral in pel z raznimi zasedbami. Več turnej je imel po Skandinaviji. Po skoraj tridesetih letih se je vrnil v Slovenijo in z Danilom Kocjančičem ustanovil skupino Halo, na račun katere je danes v Sloveniji ponovno prezponaven. Poleg izvrstnega vokala velja Tulio še dandanes za enega najboljših bobnarjev v Sloveniji, preizkuša se kot solist ter občasno igra in poje z Janezom Bončino pri skupini September.
Furlaničeva največja uspešnica je skladba Anita ni nikoli, ki jo je odpel s skupino Halo.

## Nastopi na glasbenih festivalih

### Melodije morja in sonca
- 1996: Anita ni nikoli (Danilo Kocjančič/Drago Mislej/Halo) - s skupino Halo
- 1998: Luna sije (Danilo Kocjančič/Drago Mislej/Danilo Kocjančič) - s skupino Halo
- 1999: Ko samota boli (Marino Legovič/Dušan Urbanc/Marino Legovič) (nagrada strokovne žirije za najboljšo izvedbo)
- 2002: Pokaži, kaj znaš (Marino Legovič/Damjana Kenda Hussu/Marino Legovič)
- 2012: Najboljša pesem (Dejan Semolič/Drago Mislej - Mef/Andrea Flego) - s skupino K'r en Brass band (13. mesto)
- 2015: Bloody Mary (Marino Legovič/Damjana Kenda Hussu/Marino Legovič) (14. mesto)

### Slovenska popevka
- 2000: Nocoj joče neko srce (Marino Legovič/Miša Čermak/Marino Legovič) - s skupino Yesterday (13. mesto)
- 2002: Ljubi me naskrivaj (Marino Legovič/Damjana Kenda Hussu/Marino Legovič) (9. mesto, nagrada strokovne žirije za najboljšega izvajalca)
- 2006: Okoli mene vse si ti (Marino Legovič/Damjana Kenda Hussu/Lojze Krajnčan)

### EMA
- 2003: Zlata šestdeseta (Marino Legovič/Damjana Kenda Hussu/Marino Legovič) – z Alenko Pinterič (7. mesto)
- 2004: O, ženske, ženske! (Marino Legovič/Damjana Kenda Hussu/Marino Legovič) (8. mesto)

### Hit festival
- 2003: Lagal sem ti (Marino Legovič/Damjana Kenda Hussu/Marino Legovič)

## Diskografija
| Leto | Album                   | Skladbe |
| ---- | ----------------------- | --- |
| 2000 | Brez rdeče niti         | - Točno vmes - Jaz - Ljubim se v zavetju nemega spomina - Nocoj joče neko srce (Marino Legovič/Miša Čermak/Marino Legovič) - Poglej me - Iz navadne ljubezni - Ko sva sama - Ko samota boli - Saj si živ - Še minuto - Dr. mora bit - Agata - Divji ples |
| 2001 | Ob kaminu               | - Med iskrenimi ljudmi - As Time Goes By - Imagine - Dan neskončnih sanj - Honesty - What a Wonderful World - Senca - I've Got You Under My Skin - Summertime - Od višine se zvrti - Yesterday - My Way |
| 2015 | Yeahcaryeah Ma-ni-dan-i | - Zlata šestdeseta (Marino Legovič/Damjana Kenda Hussu/Marino Legovič) (z Alenko Pinterič) - O, ženske, ženske (Marino Legovič/Damjana Kenda Hussu/Marino Legovič) - Ljubi me naskrivaj (Marino Legovič/Damjana Kenda Hussu/Marino Legovič) - Lagal sem ti (Marino Legovič/Damjana Kenda Hussu/Marino Legovič) - Kaj pa morem, če sem tak - Če se bojiš neba (z Alenko Godec) - Okoli mene vse si ti - Cyrano de Bergerac - Tuljrija - Pokaži, kaj znaš (Marino Legovič/Damjana Kenda Hussu/Marino Legovič) - Koda (Marino Legovič/Damjana Kenda Hussu/Marino Legovič) - Bloody Mary |